# The Vampire's Trail
The Vampire's Trail è un cortometraggio muto del 1914 diretto da T. Hayes Hunter e da Robert G. Vignola. Il film, interpretato da Alice Joyce e da Tom Moore, venne distribuito nelle sale dalla General Film Company il 3 agosto 1914.

## Trama
Una coppia va in crisi perché il marito non accetta che la moglie lo trascuri per il figlio. Così rivolge le sue attenzioni verso un'attrice, la vamp del titolo, che però è, a sua volta, infatuata di un reporter. Quest'ultimo, per ricavarne un articolo scandalistico per il suo giornale, spinge l'amante ad accettare le avances di Horace, il suo corteggiatore, che vuole fuggire con lei. L'attrice si reca così a un party in casa dei Payne, rimanendo lì anche quando tutti gli altri ospiti se ne sono andati via, pronta alla fuga. Ma il bambino dei Payne si rivela ammalato di difterite e il medico mette tutta la casa in quarantena. Furiosa per dover rimanere chiusa lì dentro, Rita, l'attrice, rivelerà la sua vera natura e disgusterà l'amante che tornerà pentito dalla moglie Laura. Questa ammetterà che però parte della colpa è stata anche sua.

## Produzione
Il cortometraggio fu prodotto dalla Kalem Company.

## Distribuzione
Il film - un cortometraggio in due bobine - venne distribuito nelle sale dalla General Film Company il 3 agosto 1914.